# Ecliptopera macarthuri
Ecliptopera macarthuri es una especie de polilla de la familia Geometridae. La especie fue descrita por primera vez por Louis Beethoven Prout en 1938 con distribución en Cidaria. El holotipo de la especie fue descrita en el sector Kokser de Kashmir.